# Miseno

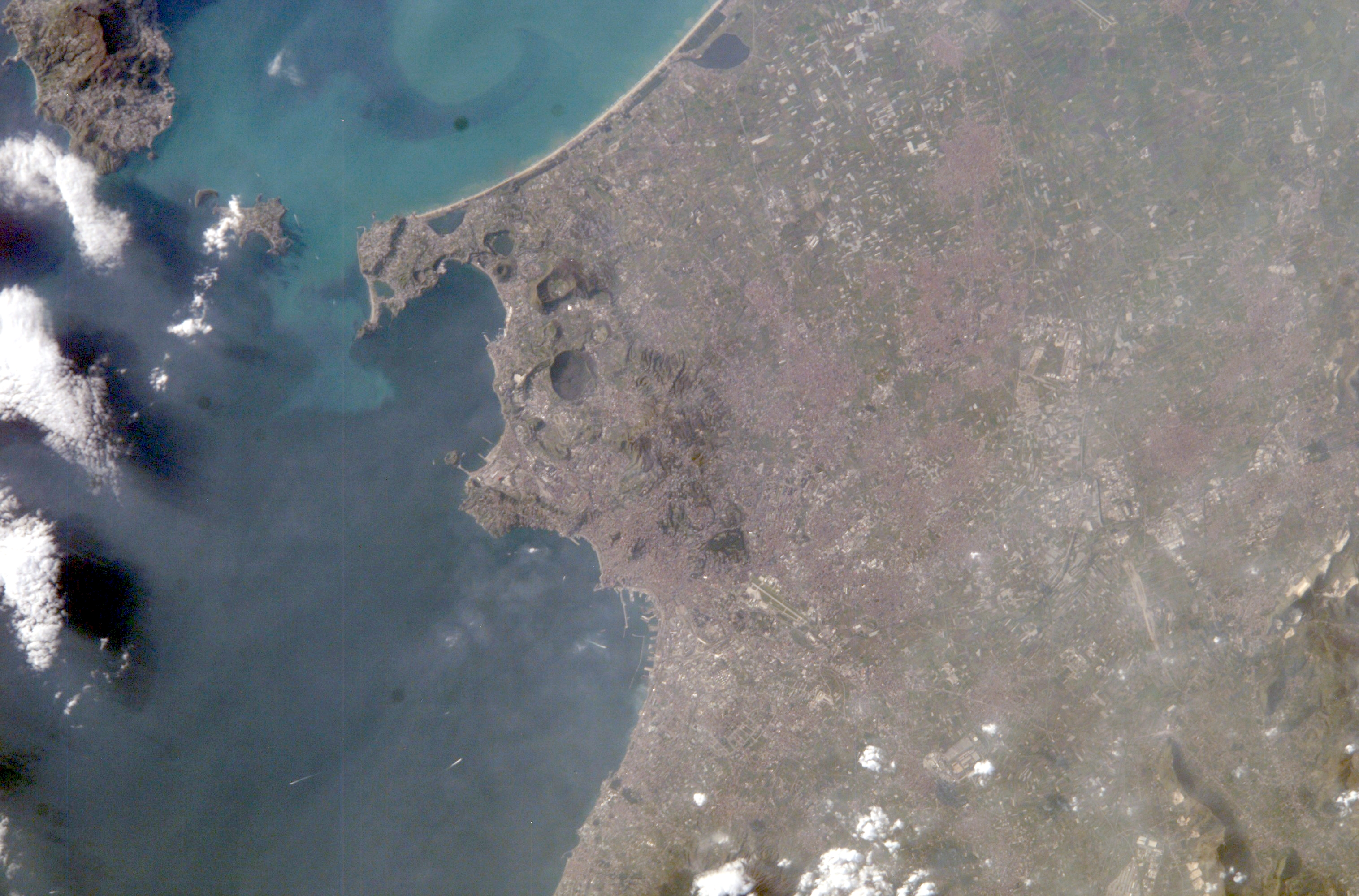
Cabo Miseno desde el espacio (NASA).

Miseno es el lugar de un antiguo puerto romano de Campania, en el sur de Italia. La ciudad está situada en el cabo, en el extremo occidental del golfo de Pozzuoli (Sinus Cumanus o Pilene, en el golfo de Nápoles), en aguas del mar Tirreno.

## Historia
La ciudad antigua se hallaba cerca de la antigua Cumas . Entre las dos ciudades estaba el lago Aquerusia, una especie de laguna costera producto de las marejadas del mar. Nada más doblar el cabo Miseno, había un puerto al pie del promontorio, y a continuación, la costa formaba un golfo de una gran profundidad. 
En este golfo había un extenso bosque de matorral sobre terreno arenoso y carente de agua y que recibía el nombre de Silva Gallinaria. En este lugar fue donde los almirantes de Sexto Pompeyo reunieron a los piratas con ocasión de la revuelta que aquel instigó en Sicilia. Dicha revuelta fue la sublevación de los republicanos de Sexto Pompeyo en el año 43, para proseguir la causa de su padre el triunviro, Pompeyo el Grande, contra los cesarianos , a la que se puso fin en el 39 con el tratado de Miseno , firmado por Octavio (heredero de Julio César) y Sexto Pompeyo, por el que este mantenía el control de Sicilia, Córcega y Cerdeña, con el compromiso de asegurar los envíos de grano a Roma.
En la antigüedad, Miseno fue la base naval más grande de la Armada romana, desde que la más importante flota romana, la Classis Misenensis, tuvo aquí su base. La primera vez que se estableció la base naval fue en el 27 a. C. por Marco Agrippa, la mano derecha del emperador Augusto.
Con el cierre de la base naval y la cercanía de las importantes ciudades romanas de Pozzuoli y Nápoles, Miseno llegó a ser un emplazamiento de villas romanas lujosas.
Plinio el Viejo fue el prefecto a cargo de la flota naval de Miseno en el 79, en la época de la erupción del Monte Vesubio, visible a través de la bahía. Al avistar los inicios de la erupción, Plinio zarpó para un posible rescate, y pereció a causa de la erupción. El relato de su muerte es relatado por su sobrino Plinio el Joven, quien residió también en Miseno en aquel tiempo.
Miseno es retratada en la novela de Robert Harris, Pompeya con la ubicación de la Piscina Mirabilis, la estación termal dentro de la cual, en el Aqua Augusta, donde desemboca el acueducto, trabaja el protagonista, Atilio, en un acuario.

## Restos y hallazgos
Si bien del antiguo puerto militar, creado probablemente por Marco Vipsanio Agripa, queda muy poco, aún son reconocibles a poca profundidad bajo el agua, los cimientos de los muelles antiguos, construidos por pilae (pilastras) destinadas a romper las olas y a proteger las naves ancladas.

En el embalse interior (mar Muerto) eran acogidas las naves para el mantenimiento y las reparaciones y tenían lugar los ejercicios militares. Un puente de madera atravesaba el paso entre los dos espejos de agua.

### Piscina mirabilis
También formaba parte de la base naval la Piscina Mirabilis, una enorme cisterna que hacía de depósito del Acueducto de Serino, encargado del aprovisionamiento de las instalaciones militares. Esta reserva de agua está excavada en la roca volcánica de la pared del acantilado.

### Oratorio de los Augustales y teatro
En la ribera occidental de la rada de Miseno, donde probablemente estaba la sede del comando de la base naval, se han hallado otros dos monumentos locales, el oratorio de los Augustales y el teatro, no lejos uno del otro sobre la punta Sarparella.
El oratorio de los Augustales, de época julio-claudia, pero ampliamente retocado en época antoniniana, fue identificado en 1967 a partir de una inscripción recuperada en el curso de la excavación. A causa del fenómeno de la lenta oscilación del suelo que afecta a todo el litoral, probablemente cayó al mar de improviso, y por ello conservó numerosas esculturas e inscripciones.
Sus tres estancias estaban parcialmente excavadas en la roca y en parte construidas con mampostería. El espacio central era el verdadero templo, alzado sobre un podio, al que se accedía mediante una escalinata y un pronaos tetrástilo pavimentado con mosaico.

En el frontón decorado con relieves estaban representados dos bustos, uno femenino y otro masculino, representando con toda probabilidad a los dos personajes dedicantes, Cassia Victoria y su marido.
En el interior del oratorio, en la pared del fondo, se abría un ábside flanqueado por nichos rectangulares y revestidos con relieves estucados de tema marino.
Ante la escalinata de acceso al monumento se ha hallado el altar de mampostería revestido con láminas de mármol. Dos esculturas representando respectivamente a Vespasiano y Tito, han sido halladas en el interior del oratorio. Otra estatua imperial, una imagen de bronce de Nerva a caballo (aunque la cabeza de Nerva fue añadida posteriormente, sustituyendo quizás a la de Domiciano) se descubrió en una de las piezas laterales.
Todo ello se expone hoy en el Museo del Castillo de Baia.
Del teatro hoy sólo se distinguen tres galerías, pero por diseños antiguos se sabe que aún se conservaba en el siglo XVIII, y que un corredor a través de la colina ponía en comunicación la cávea con la Vía Hercúlea, hoy sumergida.

### Faro
Otro vestigio que ha quedado de la antigua Miseno es el faro (ésta parece ser la interpretación más probable del monumento) sobre la punta del Poggio, constituido por una estancia central cuadrada cubierta con cúpula y rodeada por otros locales pequeños con cobertura análoga. Esta estructura que parece ser de época augustal, aunque luego fue reforzada en el siglo I.